# Кобиляча голова

Обкладинка книги «Кобиляча голова», видавництво «Веселка», 1971 рік. Ілюстрації Аркадія Мільковицького

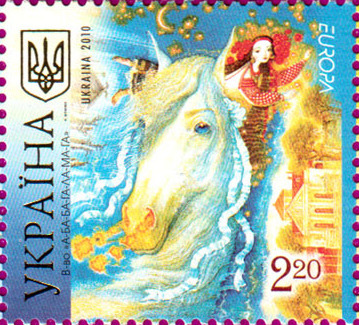
Марка Укрпошти «Кобиляча голова» із серії «Дитячі книжки» (2010)

«Коби́ляча голова́» —  українська народна казка та її однойменний персонаж — істота, що за виявлену гостинність віддячує добрій дівчині, а злу карає.

## Кобиляча голова в казках

### Основний сюжет
У діда та баби є дві доньки: дідова молодша і бабина старша. Бабина постійно гуляє з хлопцями та перекладає всю роботу на дідову. Баба ненавидить дідову дочку та наказує дідові відвести її в ліс на розтерзання звірам. В дорогу вона дає вузлики з борошном і харчами.
Йдучи лісом, дід з дочкою натрапляють на стежку, що приводить до хатки. Коли дідова дочка розгортає вузлики, всередині знаходить лиш попіл, тому бере харчі з комори. Дід повертається додому, хоча обіцяє дочці лишитися. Він вішає на куток хатки колодочку, що стукає, ніби він рубає дрова. Дочка кличе батька, але на її заклик прибуває Кобиляча голова.
Кобиляча голова просить проявити до неї гостинність: пересадити через поріг, посадити на піч і нагодувати. За це вона віддячує, сказавши взяти з вуха всіляких скарбів, після чого залізти в одне вухо та вилізти з іншого. Після цього Кобиляча голова зникає, а дівчина стає красунею і отримує незліченні багатства. Дівчина повертається з дідом додому.
Дідова дочка гостює в баби, після чого покидає батьків. Баба бажає такого ж достатку своїй дочці та просить діда відвести її до тієї самої хатки. Вночі прилітає Кобиляча голова, але бабина дочка не виявляє гостинності. Кобиляча голова наказує влізти їй в одне вухо і вилізти з іншого. Бабина дочка відмовляється, тоді Кобиляча голова з'їдає її та складає кістки до торби.
Бабиний пес віщує, що її дочка мертва. За це баба ламає йому ноги і врешті вбиває. Вона посилає до хатки діда, котрий знаходить кістки. Баба винить діда в убивстві.

### Варіації
- В хатці (землянці, хижі лісника) живе старий, що приймає дідову дочку, а на ніч вирушає до села. Дівчина віддає йому частку скарбів Кобилячої голови. Бабина дочка приходить до хатки на курячій ніжці.
- Дід дає дочці трохи хліба. До хатки прибігає миша та просить хліба, дідова дочка ділиться з нею. Коли прибуває Кобиляча голова, миша радить тричі покрутитися, дівчина зменшується і ховається в мишиній норі, а вдруге покрутившись, збільшується. Миша віддячує дівчині, сказавши де заховано скарби, серед них — золоте яйце, яким можна перемогти Кобилячу голову. Дідова дочка кидає яйце і Кобиляча голова перетворюється на царевича. Дівчина одружується на ньому, а бабина дочка лишається в дівках. Мачуха помирає, подружжя забирає діда до себе.
- Дідова дочка не кличе батька, а засинає в хатці. Бабина дочка заглядає у вухо Кобилячій голові, звідки вискакують троє хлопців з батогами і шмагають її. Після цього бабина дочка помирає від голоду в хатці, а дід знаходить її кістки.
- В російському варіанті казки бабина дочка, залізши Кобилячій голові у вухо, вилазить беззубою і старою.

## Символіка образу
Кобиляча голова (кобилячий череп) і порожнє житло виступають символами смерті. Кобила уособлює мертве непродуктивне начало, померлих членів роду. Проте за активності ззовні, в конкретному випадку приходу дідових і бабиних дочок, воно стає запорукою процвітання. Дідова дочка, проявляючи пошану до померлих предків, які постають в образі Кобилячої голови, сприяє тому, що вони дають достаток живим. Бабина дочка демонструє непошану і як наслідок гине, зруйнувавши типовий для міфологічного мислення зв'язок протиставлених світів.
Також Кобиляча голова вважається атрибутом дня Дідів, слов'янського аналога Самайну.
Український фольклорист Віктор Давидюк пояснював Кобилячу голову як учасника обряду ініціації, що носить маску, символізуючи тотем. На думку Давидюка, походження казки можна виводити з IV тисячоліття до н.е., коли в Середньому Подніпров'ї було одомашнено коня.